# Ovda Regio
Ovda Regio é uma região de Vênus. Tem um diâmetro de 5 280 km e está localizado em 2.8 S, 85.6 E.